# ボー・ウィリモン
パック・ボーレガード・"ボー"・ウィリモン（Pack Beauregard "Beau" Willimon, 1977年8月26日 - ）は、アメリカ合衆国の劇作家、脚本家、プロデューサーである。

## 生い立ちと学歴
バージニア州アレクサンドリアで生まれる。1995年にジョン・バローズ学校を高校卒業証書を取得する。1999年にコロンビア大学のBA、2003年にSchool of the Artsで劇脚本のMFAを獲得する。
1998年にチャールズ・シューマーのキャンペーンにボランティアで参加し、これが後にヒラリー・クリントン、ビル・ブラッドリー、ハワード・ディーンとの仕事につながった
ウィリモンはその後、ジュリアード学院の リラ・アチソン・ウォレス・アメリカン・プレイライト・プログラムに在籍し、Lila Acheson Wallace Juilliard Playwriting FellowshipとLe Compte du Nuoy Awardを獲得した。

## キャリア
ジュリアード学院時代、ハワード・ディーンの大統領キャンペーンでの経験からヒントを得て舞台『Farragut North』の脚本を執筆した。2008年にオフ・ブロードウェイで初演され、ジョン・ギャラガー・Jr、クリス・ノース、オリヴィア・サールビーが出演した。翌年夏にはロサンゼルスでクリス・パイン主演で上演された。ウィリモンは2009年のジョン・ガスナー賞にノミネートされた。
『Farragut North』は『スーパー・チューズデー 〜正義を売った日〜』（The Ides of March）として映画化され、2011年10月に公開された。監督はジョージ・クルーニー、脚本はクルーニーとグラント・ヘスロヴが執筆した。出演はライアン・ゴズリング、エヴァン・レイチェル・ウッド、フィリップ・シーモア・ホフマン、ポール・ジアマッティ、マリサ・トメイ、ジェフリー・ライトらである。同年のアカデミー賞では 脚色賞、ゴールデングローブ賞では作品賞 (ドラマ部門)や脚本賞などにノミネートされた。
2012年、ウィリモンはBBCのテレビシリーズ『野望の階段』のアメリカリメイクである『ハウス・オブ・カード 野望の階段』をネットフリックスで企画し、多くのエピソードの脚本も担当している。製作はメディア・ライツ・キャピタルが行い、デヴィッド・フィンチャーとケヴィン・スペイシーはエグゼクティブ・プロデューサーを務める。出演はスペイシー、ロビン・ライト、ケイト・マーラ、コリー・ストール、マイケル・ケリー、クリステン・コノリー、コンスタンス・ジマー、セバスチャン・アーセラスらである。2013年2月1日より配信が始まった。

## 作品リスト

### 映画
- スーパー・チューズデー 〜正義を売った日〜 The Ides of March（2011年）- 原作・脚本・Co-プロデューサー
- A Master Builder（2013年）- 製作総指揮
- ふたりの女王 メアリーとエリザベス Mary Queen of Scots（2018年）- 脚本

### シリーズ
- ザ・ファースト The First（2018年）- クリエーター・脚本・製作総指揮
- ハウス・オブ・カード 野望の階段 House of Cards（2013年-2018年）- クリエーター・脚本・製作総指揮
- キャシアン・アンドー Andor（2022年）- 脚本